# Кориљано (Напуљ)
Кориљано (итал. Corigliano) је насеље у Италији у округу Напуљ, региону Кампанија.
Према процени из 2011. у насељу је живело 584 становника. Насеље се налази на надморској висини од 110 м.